# Jezierzyce Wielkie
Jezierzyce Wielkie (niem. Groß Jeseritz) – wieś w Polsce położona w województwie dolnośląskim, w powiecie wrocławskim, w gminie Jordanów Śląski.

## Podział administracyjny
W latach 1975–1998 miejscowość administracyjnie należała do województwa wrocławskiego.

## Położenie
Wieś ulicówka położona na terenie lekko sfalowanym na wysokości około 150 m n.p.m.

## Prehistoria
Wykopaliska stwierdziły tu osadnictwo kultury unietyckiej i łużyckiej.

## Obiekty zabytkowe
We wsi istnieje kilka zabytkowych, budynków.
- Pod nr 11, dawny zespół folwarczny z XVIII w. Budynek pałacowy jednopiętrowy z 1732 r. z dachem dwuspadowym z naczółkami. Elewacje zniszczone nowymi przeróbkami i przybudówkami. Od podwórza na elewacji ślady lizeny i gzymsów ozdobnych oraz dość ładny portal wejściowy. Obok budynki gospodarcze z XVIII i XIX w. o ciekawych elewacjach, ale dość zniszczonych. Nakryte dachami dwuspadowymi krytymi dachówką ze świetlikami.
- Dom mieszkalny nr 27 z 1. połowy XIX w., parterowy, z dachem dwuspadowym z naczółkami i lukarnami. Od ulicy przy draniach i narożnikach ślady boniowania.
- Dom mieszkalny nr 1 zbudowany w 1880 r. jednopiętrowy, z dachem dwuspadowym. Elewacja szczytowa od ulicy ozdobiona gzymsami nad piętrem i pod oknami poddasza.
- Dom mieszkalny nr 8 z końca XIX w., parterowy z mieszkalnym poddaszem, z dachem dwuspadowym z naczółkami. Ozdobiony gzymsami nad portalem i pod oknami poddasza.

## Krótki opis
We wsi znajduje się sklep spożywczo-przemysłowy. Na północ od miejscowości, na wzgórzu, znajduje się żwirownia, a na jej zboczach istnieje dużo nor króliczych.

## Historia

### Poprzednie nazwy
- 1783 r. - Gross Jeseritz

### Historia wsi i dóbr
W 1783 r. Jezierzyce Wielkie stanowią własność skarbu państwa i liczą 210 mieszkańców. W 1845 r. miejscowość nadal należy do skarbu państwa. Znajduje się w niej: 1 wolne sołectwo, wiatrak, 47 domów. Hoduje się 860 owiec i 144 sztuki bydła. Wśród 336 mieszkańców jest 7 rzemieślników. W 1898 r. podaje się trzech właścicieli i majątku: Emila Winklera (od 1857 r.), Annę Hiersemann oraz Eugeniusza Hiersemanna (w posiadaniu tej rodziny od 1874 r.) oraz K. Boelkel. Gospodarka opiera się na hodowli bydła i trzody chlewnej oraz uprawie buraków cukrowych. W 1937 r. wieś należy do pani Wally Gellner (której rodzina posiada ją od 1857 r.) oraz 5 innych osób. Duże znaczenie ma hodowla trzody chlewnej.

### Wykaz właścicieli wsi
od 1783 r., 1845 r. - skarb państwa
od 1857 r., 1898 r. - Emil Winkler
od 1857 r., 1937 r. - rodzina Gellnerów
od 1868 r., 1917 r. - R. Seeliger
od 1874 r. - rodzina Hiersemann
1898 r. - ww. oraz Anna Hiersemann i Eugeniusz Hiersemann
1917 r. - O. Hiersemann, E. Winkler, K. Boelkel
1937 r. - Wally Gellner oraz 5 innych właścicieli